# Desmodium lineatum
Desmodium lineatum är en ärtväxtart som först beskrevs av André Michaux, och fick sitt nu gällande namn av Dc. Desmodium lineatum ingår i släktet Desmodium och familjen ärtväxter. Inga underarter finns listade i Catalogue of Life.